# Zookeeper
Pour les articles homonymes, voir Zookeeper (homonymie).
Ne doit pas être confondu avec Zootopie.
Pour plus de détails, voir Fiche technique et Distribution.
Zookeeper : Le Héros des animaux – ou Le Gardien du zoo au Québec – (Zookeeper) est un film américain réalisé par Frank Coraci, sorti en 2011.

## Synopsis
Griffin Keyes met en place un plan pour demander en mariage l'amour de sa vie, Stephanie, mais celle-ci refuse et répond qu'elle ne peut pas vivre avec lui car il est gardien dans un zoo.
Cinq ans après, Griffin est devenu l'un des meilleurs gardiens du Franklin Park Zoo, aimant son travail et ses collègues, mais restant nostalgique et amer à la suite de sa rupture avec Stephanie. Une nuit, Griffin organise une fête au zoo pour son frère Dave qui s'apprête à se marier et Stephanie est l'une des invités, ce qui replonge encore plus Griffin dans ses souvenirs. Dave propose à son frère de travailler avec lui dans le commerce des voitures, lui expliquant que c'est le meilleur moyen de gagner l'amour de Stephanie. Griffin croit qu'il doit quitter son travail et rejoindre son frère.
Les animaux du zoo, catastrophés, organisent une réunion afin que leur gardien préféré reste avec eux. Ils décident alors de l'aider à gagner l'amour de Stephanie en lui enseignant les bases de la séduction.

## Fiche technique
- Titre original : Zookeeper
- Titre français : Zookeeper ; Le Héros des animaux (sous-titre)
- Titre québécois : Le Gardien du zoo
- Réalisation : Frank Coraci
- Scénario : Nick Bakay, Rock Reuben, Kevin James, Jay Scherick, David Ronn
- Direction artistique : Kirk M. Petruccelli (supervision) ; Daniel T. Dorrance, Domenic Silvestri, Scott Zuber
- Costumes : Mona May
- Image : Michael Barrett
- Montage : Scott Hill
- Musique : Rupert Gregson-Williams
- Production : Todd Garner, Jack Giarraputo, Kevin James, Adam Sandler
- Sociétés de production : Broken Road Productions, Happy Madison Productions, Columbia Pictures, Metro-Goldwyn-Mayer
- Sociétés de distribution : Columbia Pictures (États-Unis), Sony Pictures Releasing (Monde)
- Pays de production : États-Unis
- Format : Couleurs (DeLuxe) – 35 mm (Kodak Vision) – 2,35:1 – Son Dolby Digital / SDDS / DTS
- Genre : Comédie
- Durée : 102 minutes
- Dates de sortie : 
  - États-Unis : 8 juillet 2011
  - France : 17 août 2011
- Dates de sortie DVD :
  - États-Unis : 11 octobre 2011
  - France : 17 décembre 2011

## Distribution
- Kevin James (VF : Gilles Morvan ; VQ : Tristan Harvey [1]) : Griffin Keyes, le gardien du zoo
- Rosario Dawson (VF : Annie Milon ; VQ : Hélène Mondoux) : Kate, la vétérinaire
- Donnie Wahlberg (VF : David Krüger ; VQ : Gilbert Lachance) : Shane
- Ken Jeong (VF : Stéphane Ronchewski, VQ : Nicolas Charbonneaux-Collombet) : Venom
- Leslie Bibb (VF : Pamela Ravassard ; VQ : Catherine Hamann) : Stephanie
- Nick Bakay : Franky
- Nicholas Turturro (VQ : Patrick Chouinard) : Manny
- Joe Rogan (VF : Loïc Houdré ; VQ : Martin Desgagné) : Gale
- Nat Faxon (VQ : Daniel Picard) : Dave
- Steffiana De La Cruz (VQ : Magalie Lépine-Blondeau) : Robin

et les voix de
- Nick Nolte (VF : Jean Reno ; VQ : Hubert Gagnon) : Bernie, le gorille
- Adam Sandler (VF : Dany Boon ; VQ : Guillaume Champoux) : Donald, le singe
- Sylvester Stallone (VF : Alain Dorval ; VQ : Pierre Chagnon) : Joe, le lion
- Cher (VF : Anne Deleuze ; VQ : Madeleine Arsenault) : Kate, la lionne
- Judd Apatow (VF : Patrick Poivey) : Barry, l'éléphant
- Jon Favreau (VF : Emmanuel Curtil) : Jerome, l'ours
- Faizon Love (VF : Lucien Jean-Baptiste ; V. Q. : Widemir Normil) : Bruce, l'ours
- Maya Rudolph  : Mollie, la girafe
- Bas Rutten (VF : Michel Vigné et VQ : Benoit Rousseau) : Sebastian, le loup
- Don Rickles  : Jim, le ouaouaron
- Jim Breuer (VF : Yann Guillemot) : Spike, le corbeau
- Richie Minervini (VF : Donald Reignoux ) : Elmo, l'autruche

## Production
Le tournage du film a commencé le 17 août 2009 et sa sortie a été programmée pour octobre 2010, mais a été repoussée au 8 juillet 2011. Le tournage est terminé le 30 octobre 2009
Geoffrey, la girafe qui devient la star des spots publicitaires de Toys “R” Us et qui est aussi apparue dans le film Ace Ventura 3 avec Jim Carey, meurt après le tournage de film au Franklin Park Zoo.
Controve Tai qui est apparu dans une vidéo filmée en 2005 et publiée en 2011 par Animal Defenders International montrant ses entraîneurs en train de lui faire du mal. Une campagne de boycott du film  a été lancée juste après sa diffusion dans les médias. ADI a aussi contacté l'American Humane Association et lui a demandé de réfléchir sur utilisation des animaux dans le cinéma. L'organisation PETA a aussi appelé au boycott du film[réf. nécessaire].
Lors de la première diffusion de film au Regency Village Theatre à Westwood en Californie, environ 50 personnes ont été présentes pour protester contre le mal fait aux animaux par les producteurs. Frank Coraci a déclaré qu'aucun des animaux n'a été blessé durant le tournage. Dans une interview, Coraci a déclaré, ...Nous avons travaillé avec des personnes qui aiment leurs animaux, et l'American Humane Association  était même présente pour s'assurer qu'ils étaient traités correctement. On n’a jamais fait quelque chose qu’on ne devrait pas faire. On a traité les animaux avec amour et respect.

## Accueil
Le film a été un échec chez les critiques. Seulement 17 sur 121 (14 %) étaient favorables pour le film sur le site Rotten Tomatoes. Sur Metacritic, le film obtient un score de 30 sur 100.
Mary Pols de Time Magazine et The Telegraph ont classé le film parmi les 10 plus mauvais de l'année 2011.

## Box-office
Lors de son premier jour d'exploit, Zookeeper est sorti dans 3 482 salles de cinémas aux États-Unis et au Canada. Il recueille 7,4 millions USD durant son premier jour et 20,1 millions USD durant son premier week-end. Il se classe #3 derrière Transformers 3 et Comment tuer son boss ?.

## Distinctions

### Nominations
- Teen Choice Awards 2011[11] : Star féminine de l'été (Choice Summer Movie Star – Female) pour Rosario Dawson
- Razzie Awards 2012 : Pire second rôle masculin (Worst Supporting Actor) pour Ken Jeong